# Francis Robert Naali
Francis Robert Naali (né le 12 janvier 1972) est un athlète tanzanien, spécialiste des courses de fond.

## Biographie
Il remporte l'épreuve du marathon lors des Jeux du Commonwealth de 2002, à Manchester, en établissant la meilleure performance de sa carrière en 2 min 11 s 58.

## Palmarès
| Date | Compétition          | Lieu       | Résultat | Épreuve  | Marque          |
| ---- | -------------------- | ---------- | -------- | -------- | --------------- |
| 2002 | Jeux du Commonwealth | Manchester | 1er      | Marathon | 2 h 11 min 58 s |
| 2006 | Jeux du Commonwealth | Manchester | 8e       | Marathon | 2 h 19 min 39 s |

## Records
| Épreuve  | Performance     | Lieu       | Date            |
| -------- | --------------- | ---------- | --------------- |
| Marathon | 2 h 11 min 58 s | Manchester | 28 juillet 2002 |